# The Desire of the Moth
The Desire of the Moth è un film muto del 1917 diretto e interpretato da Rupert Julian che aveva come protagonisti gli attori Ruth Clifford, Monroe Salisbury e W.H. Bainbridge.
La sceneggiatura di Elliott J. Clawson si basa su un soggetto scritto per lo schermo da Eugene Manlove Rhodes.

## Trama
Ferito mentre sta fuggendo, Christoper Foy trova un rifugio nella baita di montagna del colonnello Vorhis. Stella, la figlia di Vorhis, prova compassione per il fuggitivo mentre il colonnello, ammirando il comportamento di Foy che gli confessa le sue responsabilità e il motivo per il quale la polizia lo insegue, decide di aiutarlo al fine di ottenere per lui la grazia. Foy, ora un uomo libero, si innamora - ricambiato - di Stella. Tutto sembra andare per il meglio fino al momento in cui avviene un nuovo furto e lui viene accusato di aver rubato del bestiame. Fugge nuovamente. Tutto sembra accusarlo, ma uno degli amici di Vorhis, John Wesley Pringle, anche lui innamorato di Stella, scopre non solo che Foy è innocente, ma che esiste un vero e proprio complotto per rovinarlo. Aiutando Foy, scoprirà la verità e, benché sia sempre innamorato di Stella, contribuirà a provare l'innocenza del suo fortunato rivale, di modo che Stella possa essere felice con l'uomo che ama.

## Produzione
Il film fu prodotto dalla Bluebird Photoplays, una branca dell'Universal Film Manufacturing Company.

## Distribuzione
Il copyright del film, richiesto dalla Bluebird Photoplays, Inc., fu registrato il 25 settembre 1917 con il numero LP11458.
Distribuito dalla Bluebird Photoplays (Universal Film Manufacturing Company), il film uscì nelle sale cinematografiche statunitensi il 22 ottobre 1917. In Finlandia, fu distribuito il 21 febbraio 1921.
Non si conoscono copie ancora esistenti della pellicola che viene considerata presumibilmente perduta.